# ريتشارد بلاند
ريتشارد بلاند (بالإنجليزية: Richard Bland)‏ هو لاعب غولف بريطاني، ولد في 3 فبراير 1973 في Burton upon Trent ‏ في المملكة المتحدة.

## وصلات خارجية
- ريتشارد بلاند على موقع رابطة أوروبا للاعبي الغولف المحترفين (الإنجليزية)
- ريتشارد بلاند على موقع التصنيف العالمي الرسمي للغولف (الإنجليزية)